# Teorema de Gauss-Márkov

Ejemplo de tendencia lineal que coincide con el teorema de Gauss-Márkov.

En estadística, el Teorema de Gauss-Márkov, formulado por Carl Friedrich Gauss y Andréi Márkov, establece que en un modelo lineal general (MLG) en el que se establezcan los siguientes supuestos:
- Correcta especificación: el MLG ha de ser una combinación lineal de los parámetros ({\displaystyle \beta }) y no necesariamente de las variables: {\displaystyle Y=X\beta +u}
- Muestreo aleatorio simple: la muestra de observaciones del vector {\displaystyle (y_{i},\,x_{2i},\,x_{3i},\,\dots ,\,x_{ki})} es una muestra aleatoria simple y, por lo tanto, el vector {\displaystyle (y_{i},\,X'_{i})} es independiente del vector {\displaystyle (y_{i},\,X'_{j})}
- Esperanza condicionada de las perturbaciones nula: {\displaystyle E(u_{i}|X'_{i})=0}
- Correcta identificación: la matriz de regresoras (X) ha de tener rango completo: {\displaystyle {\text{rg}}(X)=K\leq N}
- Homocedasticidad: {\displaystyle Var(U|X)=\sigma ^{2}I}

el estimador mínimo cuadrático ordinario (MCO) de B es el estimador lineal e insesgado óptimo (ELIO o BLUE: best linear unbiased estimator), es decir, el estimador MCO es el estimador eficiente dentro de la clase de estimadores lineales e insesgados.
Dicho teorema se basa en 10 supuestos, denominados «supuestos de Gauss-Márkov»; que sirven como hipótesis a la demostración del mismo:
1. El modelo está correctamente especificado
2. Debe ser lineal en los parámetros
3. El valor de la media condicional es cero
4. Hay homocedasticidad
5. No existe correlación entre las perturbaciones
6. La covarianza entre {\displaystyle u_{i}} y {\displaystyle x_{i}} es cero
7. El número de observaciones es mayor que el de parámetros
8. Existe variabilidad entre los {\displaystyle x}
9. No hay multicolinealidad perfecta
10. Las {\displaystyle x} son no estocásticas, es decir, son fijas en muestras repetidas.